# Remmer Janssen
Remmer Janssen (* 6. November 1850 in Werdumer Altendeich, Ostfriesland; † 18. Mai 1931 in Egels bei Aurich) war evangelisch-lutherischer Pastor in Strackholt / Ostfriesland und bekannter ostfriesischer Erweckungsprediger.

## Leben
Remmer Janssen wurde in Werdumer Altendeich / Ostfriesland als Sohn eines begüterten Landwirts geboren. Nach dem Abitur am Gymnasium Ulricianum in Aurich studierte er gegen den Widerstand seiner Eltern Theologie an den Universitäten Leipzig und Göttingen. Nach einem Vikariat in Nesse / Altkreis Norden wurde er als Pastor an die Evangelisch-lutherische Kirchengemeinde Strackholt / Landkreis Aurich berufen. Remmer Janssen starb 1931 in Egels bei Aurich. Sein Grab befindet sich auf dem Strackholter Friedhof.
Remmer Janssen lebte zölibatär, zog jedoch in seinem Pfarrhaus rund 30 Waisenkinder auf.

## Werk
Schon bald nach seinem Dienstantritt in Strackholt wuchs – trotz langer Predigten – die Zahl der Gottesdienstbesucher. Ab 1880 nahmen im Durchschnitt rund 1.000 Menschen am Gottesdienst teil, so dass die Kirche erheblich erweitert werden musste. Zur wöchentlichen Bibelstunde versammelten sich über viele Jahre hinweg ca. 700 Menschen, die zum Teil weite Anreisen auf sich nahmen. Das neue Leben in der Kirche zeigte Wirkung: Die gottesdienstliche Liturgie wurde verändert, an die Stelle der vorgeschriebenen liturgischen Gebete trat das frei formulierte Gebet. Dem Gemeindegesang maß Janssen große Bedeutung bei und sorgte für die Einführung neuer geistlicher Lieder. Auch regte er mit großem Erfolg an, sich in den Wohnungen und Häusern zur Hausandacht und Gebetskreisen zu versammeln. Aufgrund der Erweckung mussten die Strackholter Gaststätten schließen.
Janssens Verkündigung hatte drei Zielsetzungen: Buße und Bekehrung, Heiligung und Heilung, Ermutigung zu einem missionarischen Lebensstil.
Für eine gute Predigt – so Janssen zu seinen Seminaristen – seien folgende Grundregeln zu beachten:
- Texteszwang
- logischer Zusammenhang
- psychologischer Fortgang
- fröhlicher Gemeindegesang
- guter Predigtklang
- das Ganze nicht zu lang
- Das „ich“ und „wir“ brauch’ nicht zu gern, schon keinesfalls um dich zu ehr’n.
- Das „du“ und „ihr“ wend’ öfters an, mit Nathan sprich: „Du bist der Mann!“
- Das „er“ und „sie“ brauch’ nicht zuviel, denn selten führen sie zum Ziel.
- Das Fürwort „man“ ist unbestimmt und rühret niemand, der’s vernimmt.

Unvergessen sind auch seine Leichenpredigten, in denen aus dem Leben der Verstorbenen ungeschminkt berichtet und gleichzeitig die Trauerversammlung zur Umkehr aufgefordert wurde.
Zwar wirkte Janssen fast ausschließlich in Ostfriesland, er hatte jedoch immer den weltweiten Missionsauftrag Jesu vor Augen. Berühmt geworden sind in diesem Zusammenhang die Strackholter Missionsfeste, die Janssen um 1882 ins Leben rief. Auch gründete er 1886 an seinem Dienstort ein Missionsseminar, das bis 1914 bestand und vielen jungen Männern den Weg in die Außenmission bahnte.
In einem Rückblick auf Remmer Janssens Lebensweg heißt es unter anderem: „Pastor Remmer Janssen war als Mensch, Prediger und Seelsorger einzig in seiner Art. Die Wirkung, die von ihm ausging, überstrahlte alle anderen, die im gleichen Berufe in seiner Umwelt tätig waren. Es ihm gleich zu tun erschien völlig unmöglich.“ (Jann Berghaus, Regierungspräsident)